# Escuela de Oxford

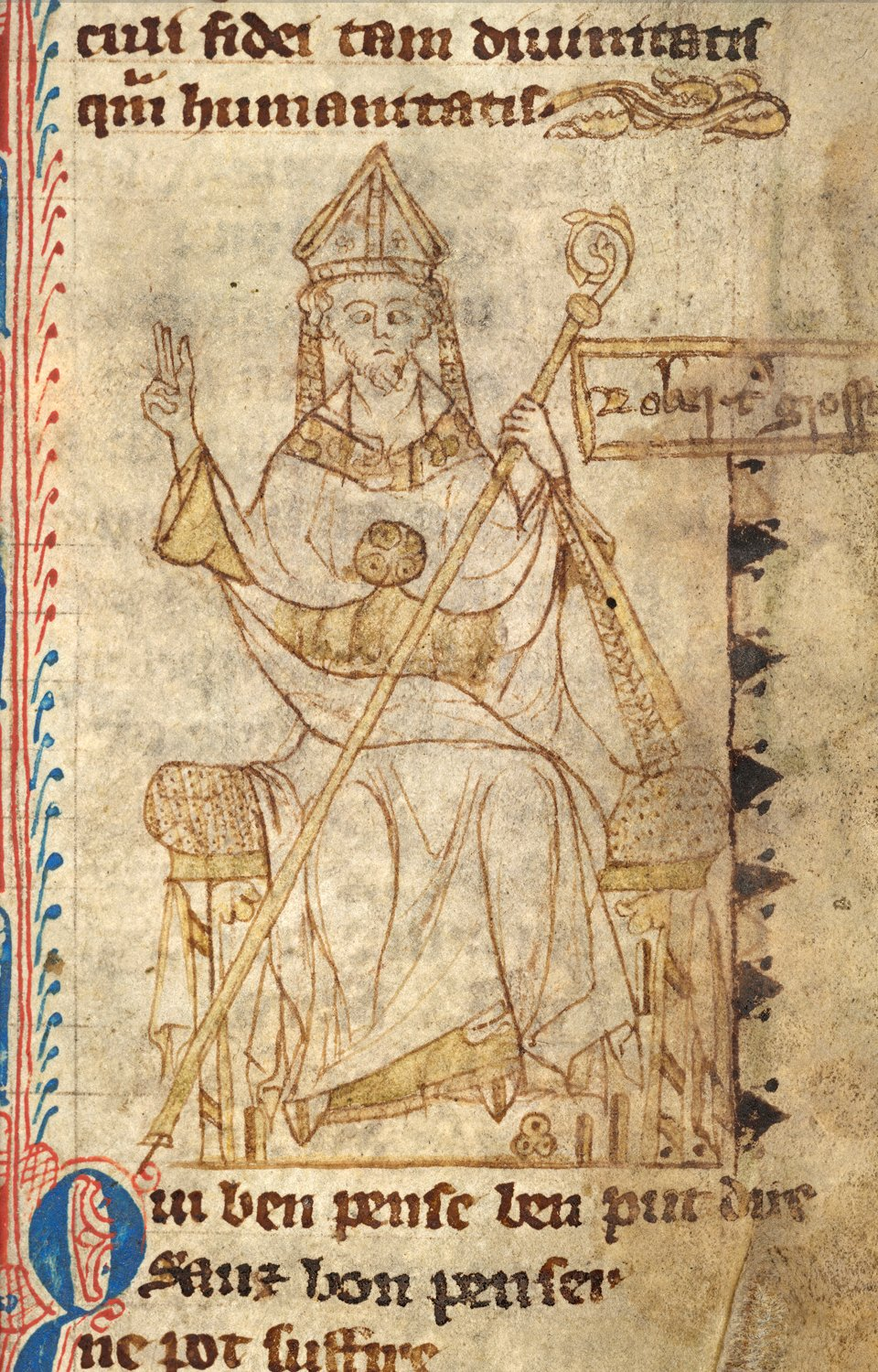
Robert Grosseteste, obispo franciscano, iniciador de la Escuela de Oxford.

Escuela de Oxford o Escuela franciscana de Oxford es el nombre dado a un grupo de académicos medievales de la universidad de Oxford, ligados a la orden franciscana, dentro del marco de la escolástica tardía. Dedicados a varias ramas del saber, como la filosofía y la teología, son especialmente conocidos por sus aportes en lógica, matemática y física. Durante el siglo XIV introdujeron la interpretación matemática en la física aristotélica, y propusieron cuestiones y problemas nuevos, adelantándose a los que trató con mayor propiedad la ciencia moderna.

## Autores
Suele señalarse a Roberto Grosseteste (1175-1253) como el fundador de esta escuela; y Roger Bacon, Duns Scoto y Guillermo de Ockham son los nombres más ilustres de esa escuela.
Otros autores que se destacaron fueron: Thomas Bradwardine, que estudió el movimiento y la velocidad en medios de resistencia diversa; William Heytesbury y Richard Swineshead, que estudiaron la velocidad de un móvil con movimiento uniformemente acelerado y establecieron que la distancia recorrida por él es igual a la que se recorre conservando una velocidad constante igual a su velocidad media.
Durante el siglo XIV el movimiento de estos pensadores estuvo muy vinculado al Merton College de Oxford, por lo que son también conocidos como mertonianos.

## Pensamiento
Desarrollaron estudios de semántica, lógica y física siguiendo una dirección ockhamista y, junto con otros autores de la escuela de París, formaron el movimiento nominalista. A diferencia de sus coetáneos de la escuela de París, cultivaron más las matemáticas que las cuestiones físicas y se refirieron poco a la experiencia, de ahí el nombre de calculatores que se les aplicó.
Dieron gran contribución al desarrollo de la ciencia y de la metodología científica, en el contexto de los siglos XIII y XIV del Occidente Europeo.
De especial relevancia es el modo como trataron el estudio de las cantidades relativas a las cuestiones físicas, considerándolas bajo el punto de vista de la intención, remisión y reacción, considerando entonces cantidades intensivas y extensivas.
Aplicando tales conceptos al movimiento distinguieron el movimiento uniforme, movimiento uniformemente disforme y movimiento disformemente disforme y Guillermo de Heytesbury formuló lo que se ha llamado teorema mertoniano de la acelaración:
En un movimiento no uniforme la velocidad en un punto es la medida de la trayectoria que seguiría dicho móvil como movimiento uniforme durante un período a la velocidad que tiene en dicho momento.
Lo que es considerado por muchos como el antecedente más acertado a la consideración de la aceleración como derivada segunda como quedará definitivamente establecida más adelante, sin menoscabo de las influencias que en este proceso hay también de la Universidad de París sobre todo de Nicolás de Oresme.
Ricardo Feribrigge escribió más tarde un tratado De motu en el que desarrolla las pruebas propuestas por Heytesbury.